# Stosunki polsko-ukraińskie

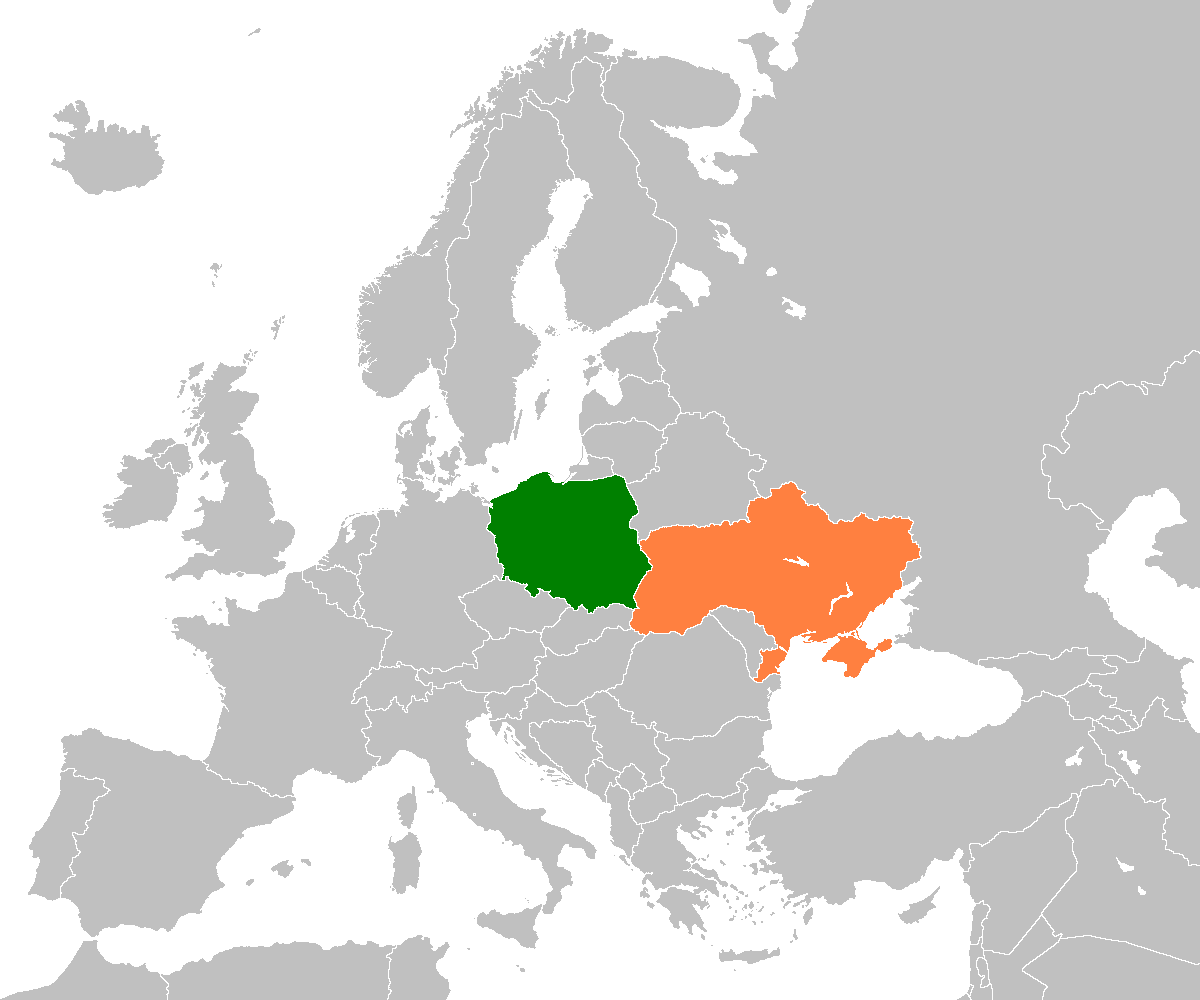
Polska i Ukraina na mapie Europy

Stosunki polsko-ukraińskie – relacje między państwem polskim a państwem ukraińskim, uwzględniając także relacje między narodami polskim i ukraińskim.

## Rys historyczny

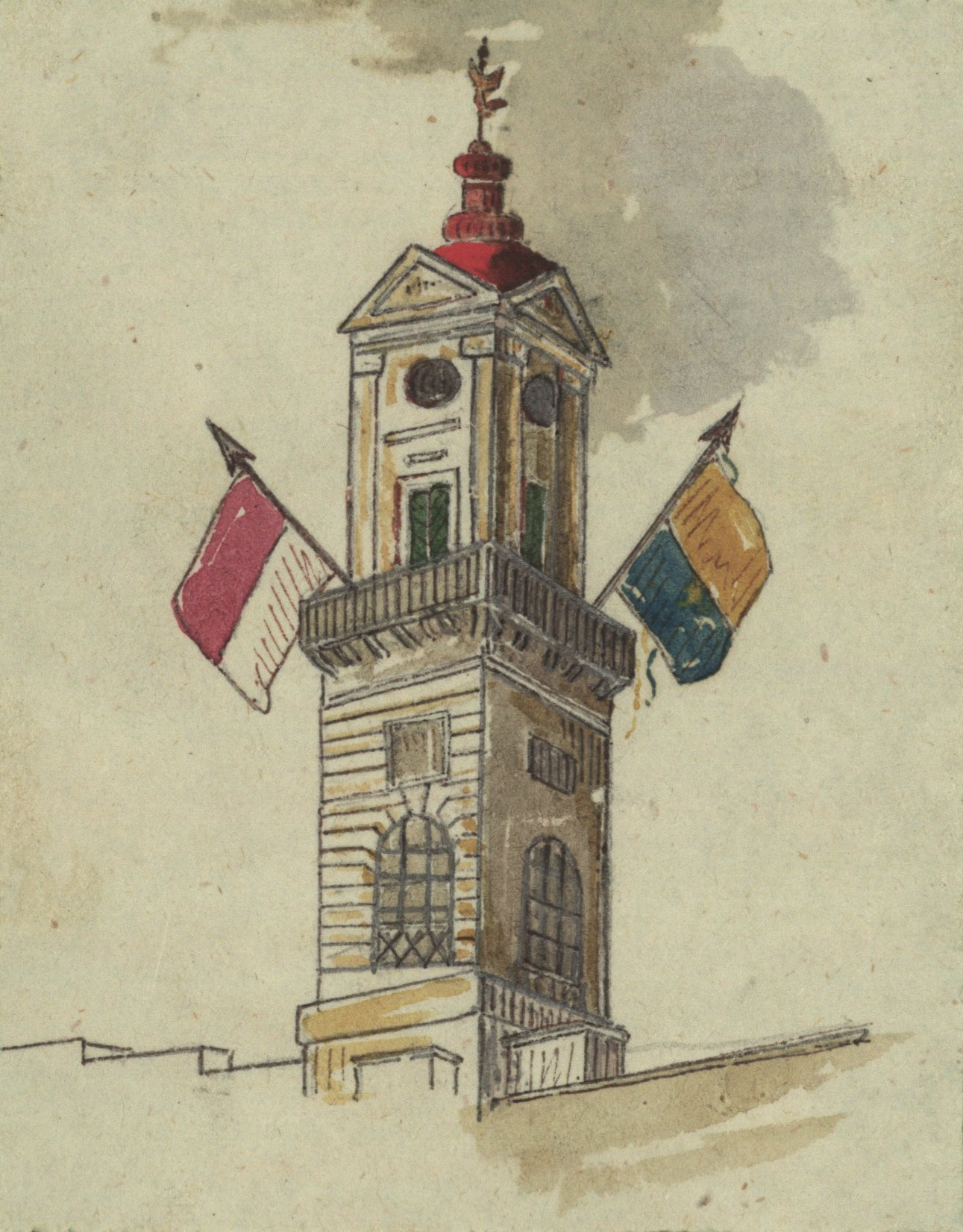
Ilustracja Celiny Dominikowskiej przedstawiająca zawieszenie flagi polskiej i ukraińskiej na ratuszu we Lwowie w trakcie galicyjskiej Wiosny Ludów

### Przed 1918 rokiem
Trudno ustalić historyczne początki stosunków polsko-ukraińskich. Na terenach dzisiejszej Polski Ukraińcy/Rusini mieszkali od wieków. W Rzeczypospolitej Obojga Narodów Rusini stanowili dużą część społeczeństwa.
W okresie, gdy Polska znajdowała się pod zaborami zaczął się rozwijać ukraiński ruch narodowy, nierzadko antagonistycznie nastawiony do Polaków.
W listopadzie 1918, po ogłoszeniu odrodzenia państwa polskiego, wybuchła wojna polsko-ukraińska, w której przeciwnikiem Polski była głównie Zachodnioukraińska Republika Ludowa, a po zjednoczeniu Ukraińska Republika Ludowa.

### Okres międzywojenny

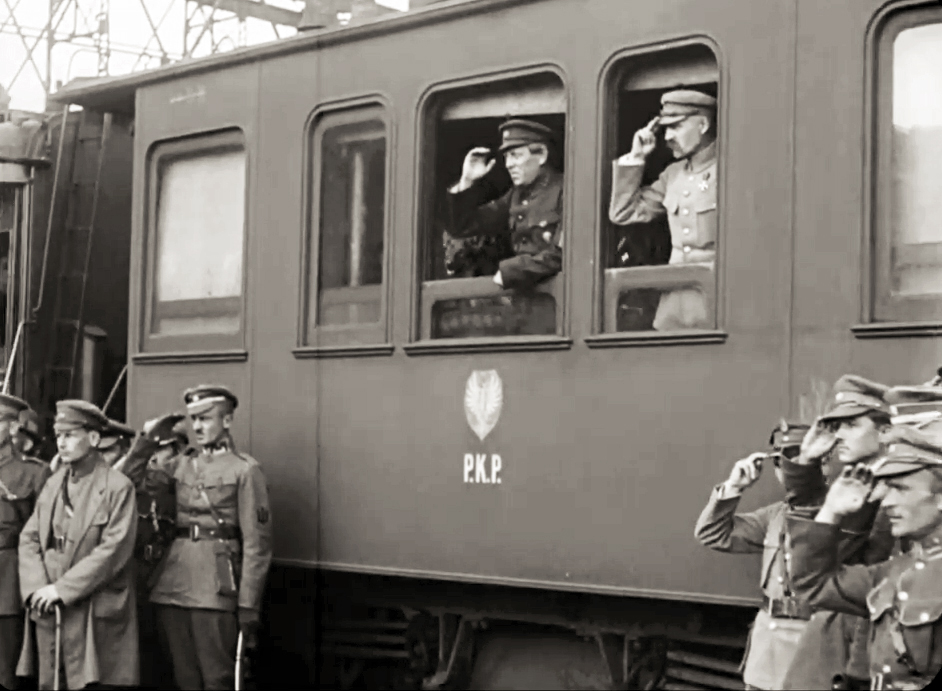
Józef Piłsudski i Symon Petlura w Winnicy, 16 maja 1920

W latach 1918–1920 Ukraińcy podjęli wysiłek utworzenia własnego państwa. Elementem tych starań była w 1920 r. wyprawa kijowska, w której wzięły wraz z Ukraińcami udział wojska niepodległego państwa polskiego. Porażka wyprawy przekreśliła możliwość utworzenia państwowości ukraińskiej. Polska zawarła traktat ryski (formalnie sygnowany również przez radziecką Ukrainę), krytykowany przez wielu Ukraińców.
W II Rzeczypospolitej 5 milionów obywateli utożsamiało się z narodowością ukraińską. Relacje między tą mniejszością a Polakami naznaczone były licznymi napięciami (zob. Akcja polonizacyjno-rewindykacyjna 1938 roku, Akcja rewindykacji cerkwi prawosławnych w II Rzeczypospolitej). Państwo polskie nie miało możliwości utrzymywać bezpośrednich stosunków z Ukraińską Socjalistyczną Republiką Radziecką, gdyż ta była częścią ZSRR i musiała realizować politykę zagraniczną kierownictwa sowieckiego.
Do 1925 r. działał we Lwowie Tajny Uniwersytet Ukraiński, a od 1930 roku pod auspicjami władz polskich funkcjonował Ukraiński Instytut Naukowy w Warszawie.
Ważną rolę w życiu mniejszości ukraińskiej II RP pełnił kościół greckokatolicki. Na Wołyniu kompromisową politykę prowadził dwukrotny wojewoda Henryk Józewski.
Organizacja Ukraińskich Nacjonalistów walczyła m.in. z Polską stosując terror. Aktywiści byli więzieni m.in. w Berezie Kartuskiej. Ukraińskim politykiem i ideologiem nacjonalizmu ukraińskiego był Dmytro Doncow.
W latach 1925–1939 działała partia Ukraińskie Zjednoczenie Narodowo-Demokratyczne.
Za Wielki głód na Ukrainie współodpowiedzialny był pochodzący z Podlasia Stanisław Kosior, a wśród ofiar głodu byli Polacy. Polscy dyplomaci wiedzieli o głodzie, reakcja Polski była ograniczona.
W USRR powołano Polski Rejon Narodowy im. Juliana Marchlewskiego, zlikwidowany w 1935. Podczas operacji polskiej NKWD (1937–1938) zginęło i zostało wysiedlonych wielu Polaków z Ukrainy.

### Okres II wojny światowej
II wojna światowa była okresem nowego kształtu stosunków polsko-ukraińskich. Część społeczeństwa ukraińskiego na polskim obszarze państwowym stanęła po stronie okupanta niemieckiego. Po walkach między frakcjami OUN banderowcy przejęli i rozbudowali Ukraińską Powstańczą Armię. Nad relacjami Ukraińców i Polaków w tym czasie zaciążyły wydarzenia rzezi wołyńskiej i czystki etnicznej w Małopolsce Wschodniej. Zbrodnie na Polakach i Ukraińcach popełniła Służba Bezpieczeństwa OUN. Rewanż AK obejmował akcję przeciwko ukraińskiej policji i kilka zbrodni (Zbrodnia w Chlebowicach Świrskich, Zbrodnia w Szołomyi).
Akcja „Burza” na Wołyniu spowodowała także walki z UPA.
3 marca 1945 oddział Bissa popełnił zbrodnię w Pawłokomie.

### Lata 1945–1991

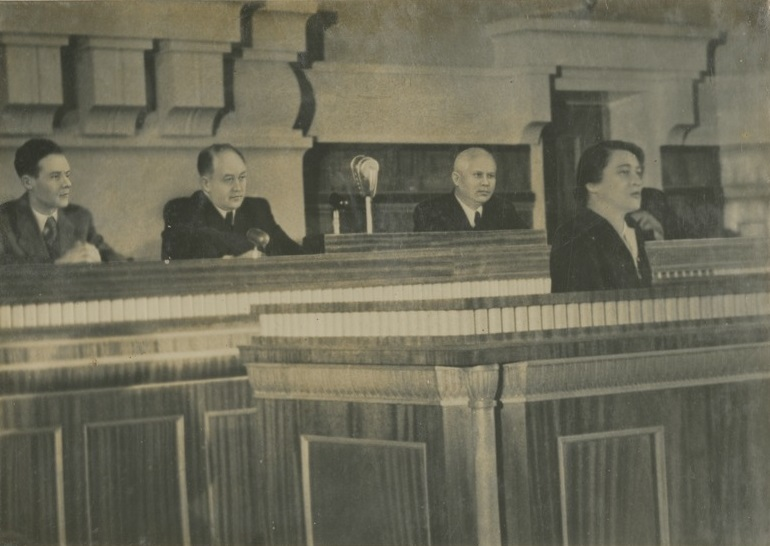
Wizyta „chłopskiej delegacji demokratycznej Polski” w Radzie Ministrów Ukraińskiej SRR. Z tyłu od prawej: Nikita Chruszczow, Demjan Korotczenko, A. Brzoza (kierownik 1. delegacji polskich chłopów). Przemawia Wanda Wasilewska

Po zakończeniu okupacji niemieckiej Polska znalazła się w strefie wpływów sowieckich, zaś granica z ZSRR (w tym terenów Ukraińskiej Socjalistycznej Republiki Radzieckiej) została przesunięta na zachód. 9 września 1944 Polski Komitet Wyzwolenia Narodowego i władze USRR – realizując wytyczne najwyższego kierownictwa radzieckiego – podpisały układ w sprawie wzajemnych przesiedleń ludności (polskiej do Polski i ukraińskiej na Ukrainę). Na terenach przejętych przez USRR pozostało też mienie ruchome o ogromnej wartości dla polskiego dziedzictwa narodowego. W wyniku polsko-ukraińskich rozmów zwrócono Polsce część zbiorów Ossolineum, Panoramę Racławicką, jak również trzy lwowskie pomniki; pierwszy sekretarz KP Ukrainy Nikita Chruszczow unikał przekazywania stronie polskiej obiektów istotnych również z punktu widzenia kultury ukraińskiej.
Po II wojnie światowej próby dialogu polsko-ukraińskiego podejmowały środowiska emigracyjne. 28 listopada 1979 w Londynie przedstawiciele emigracyjnych władz Ukraińskiej Republiki Ludowej prezydent Mykoła Liwycki, premier Teofil Łeontij i minister spraw zagranicznych Jarosław Rudnycki i polskich prezydent Edward Raczyński, premier Kazimierz Sabbat i wiceminister Tadeusz Lasko podpisali wspólną deklarację.

### 1991-2022

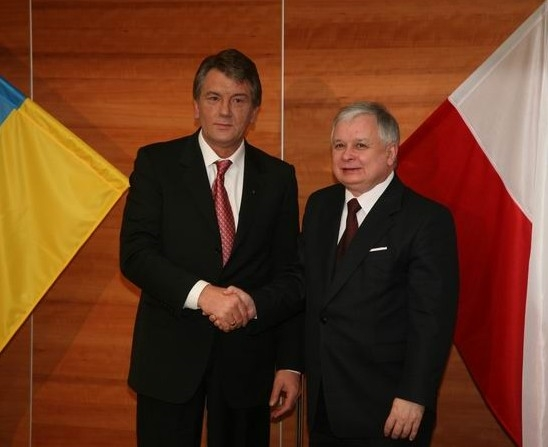
Spotkanie prezydentów Polski i Ukrainy: Lecha Kaczyńskiego i Wiktora Juszczenki, 2007

Przełom lat 80. i 90. przyniósł zakończenie sowieckiej dominacji w Europie Środkowo-Wschodniej, transformację polityczną i gospodarczą w Polsce oraz procesy niepodległościowe na Ukrainie. 2 grudnia 1991 roku Polska uznała powstałe w wyniku rozpadu ZSRR państwo ukraińskie. 2 stycznia 1992 nawiązane zostały stosunki między oboma państwami. 18 maja 1992 zawarto umowę o dobrosąsiedztwie, przyjaźni i współpracy.
W latach 90. Polska aspirowała do odgrywania roli pośrednika w relacjach Ukrainy ze światem zachodnim. Jednak jej ówczesna pozycja polityczna i ekonomiczna była słaba, co skłoniło Kijów do szukania bezpośrednich relacji z państwami zachodnimi. Pomimo to dwustronne kontakty polityczne były intensywne.
Polska popierała demokratyczne i proeuropejskie dążenia społeczeństwa ukraińskiego w trakcie pomarańczowej rewolucji (2004) i rewolucji godności (2013–2014). W kontekście wstąpienia Polski do NATO i Unii Europejskiej Rzeczpospolita stała się rzecznikiem integracji Ukrainy z UE współinicjując program Partnerstwa Wschodniego.
Od 2020 roku Polska i Ukraina wspólnie z Litwą współpracują w ramach nowego formatu współpracy politycznej – Trójkąta Lubelskiego.

### Po 2022
Wobec agresji rosyjskiej rozpoczętej w lutym 2022 roku Polska poparła niepodległość i integralność terytorialną Ukrainy, co wyraził m.in. polski Sejm w przyjętej przez aklamację w przeddzień inwazji uchwale. Polska udzieliła Ukrainie pomocy finansowej, humanitarnej oraz w formie dostaw uzbrojenia, a także przyjęła uchodźców. W marcu 2022 roku premier Polski Mateusz Morawiecki wraz z premierem Czech Petrem Fialą i premierem Słowenii Janezem Janšą złożyli wizytę na Ukrainie jako pierwsi przywódcy zagraniczni od wybuchu wojny.
Postawa Polski wobec wojny ukraińsko-rosyjskiej wpłynęła na zbliżenie obu państw i społeczeństw, jednak rok 2023 przyniósł pogorszenie relacji m.in. na tle różnic interesów gospodarczych związanych z eksportem ukraińskiego zboża.
8 lipca 2024 roku prezydent Ukrainy Wołodymyr Zełenski i premier Polski Donald Tusk podpisali dwustronne porozumienie o współpracy w dziedzinie bezpieczeństwa. W tym samym roku powołano Radę do spraw Współpracy z Ukrainą jako organ pomocniczy premiera Polski.
W latach 2024-2025 pojawiały się wypowiedzi polskich polityków (reprezentujących różne środowiska polityczne), którzy wiązali kwestię członkostwa Ukrainy w Unii Europejskiej z rozwiązaniem sporów wokół zbrodni wołyńskiej i ekshumacji ofiar.

## Współpraca polityczna

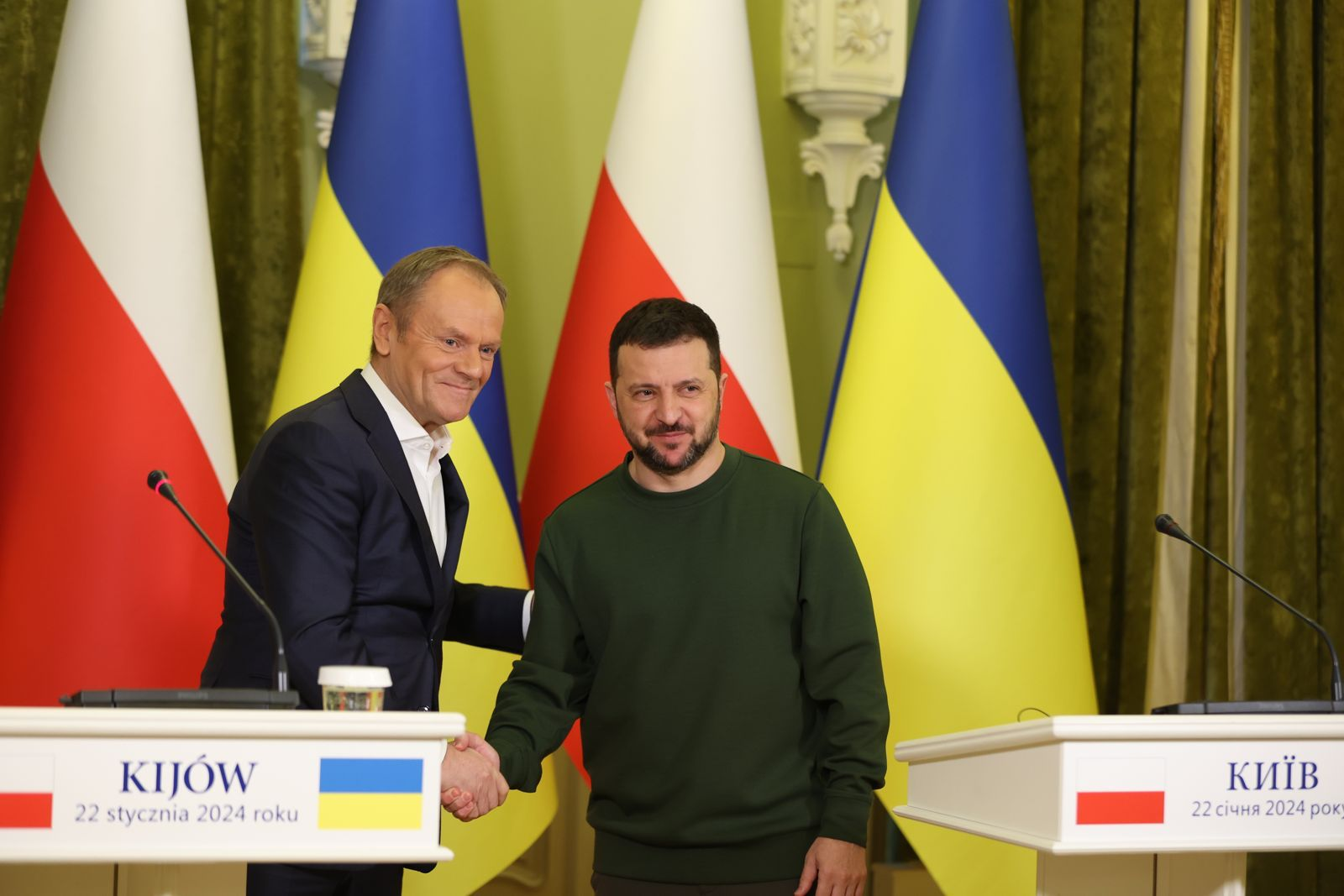
Premier Polski Donald Tusk podczas spotkania z prezydentem Ukrainy Wołodymyrem Zełenskim w Kijowie, 2024

Do zinstytucjonalizowanych form kontaktów politycznych należą m.in.: Komitet Konsultacyjny przy prezydentach obu państw, Polsko-Ukraińskie Zgromadzenie Parlamentarne, komisje i rady międzyrządowe (w tym Międzyrządowa Komisja Współpracy Gospodarczej, Międzyrządowa Rada Koordynacyjna ds. Współpracy Międzyregionalnej).
1 czerwca 2022 roku po raz pierwszy w historii stosunków polsko-ukraińskich odbyło się spotkanie w formacie konsultacji międzyrządowych pod przewodnictwem premierów obu krajów z udziałem prezydenta Ukrainy Wołodymyra Zełenskiego. Podpisano bądź przyjęto szereg dokumentów międzyresortowych. Kolejne konsultacje międzyrządowe odbyły się 28 marca 2024 roku.

## Współpraca gospodarcza
Ze względu na członkostwo Polski w Unii Europejskiej relacje gospodarcze pomiędzy Polską i Ukrainą regulowane są częściowo przez umowy zawarte pomiędzy UE a Ukrainą.
Wartość polskiego eksportu na Ukrainę wyniosła 6,3 mld EUR, natomiast wartość importu z Ukrainy wyniosła 4,3 mld EUR (2021 rok). Ukraina była 14. partnerem Polski w eksporcie towarowym i 21. w imporcie, zaś dla Ukrainy Polska była drugim pod względem ważności partnerem eksportowym i czwartym co do ważności pod względem importu towarowego (2020 rok). W 2021 roku Ukraina była odbiorcą 20% polskiego eksportu nawozów oraz dostawcą 36% importu rud metali, 23% importu tłuszczów pochodzenia zwierzęcego oraz 12% importu drewna i artykułów z drewna. Według danych z 2024 Polska pozostaje 10. największym zagranicznym inwestorem na Ukrainie, a wartość inwestycji wyniosła 780 mln USD.

## Współpraca rozwojowa
Od 2005 roku Ukraina znajduje się wśród krajów priorytetowych programu polskiej pomocy rozwojowej. Polska wspiera procesy reform (decentralizacji, edukacji i szkolnictwa zawodowego, finansów publicznych i walki z korupcją, systemów zarządzania kryzysowego) oraz prowadzi działania na rzecz profesjonalizacji kadry urzędniczej. Polska pomoc dociera także do osób poszkodowanych w wyniku działań zbrojnych oraz obejmuje stypendia.

## Współpraca wojskowa

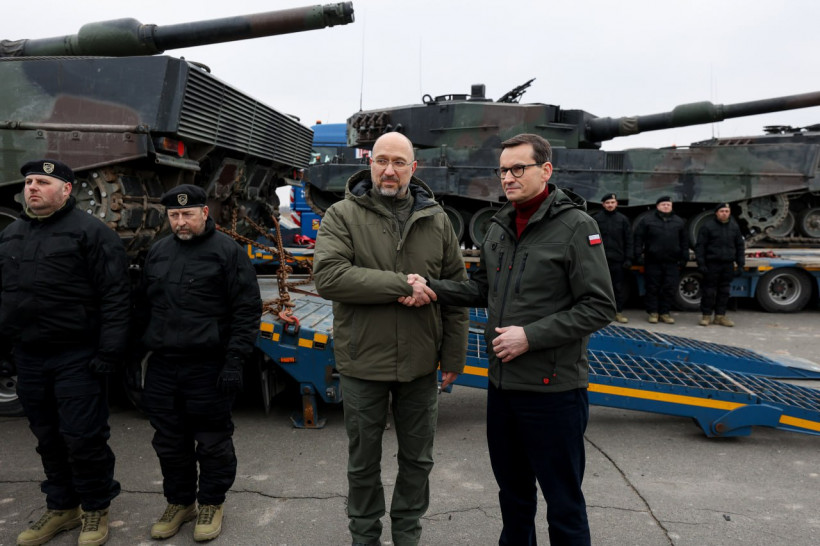
Premierzy obu państw na tle przekazanych przez Polskę na rzecz Ukrainy czołgów Leopard 2, 2023

Podstawą polsko-ukraińskiej współpracy wojskowej jest podpisana 2 grudnia 2016 roku umowa ogólna między Rzecząpospolitą Polską a Ukrainą w sprawie wzajemnej
współpracy w dziedzinie obronności, która zastąpiła Porozumienie o współpracy w dziedzinie wojskowej z 3 lutego 1993 r. Na podstawie nowej umowy zostały ustanowione dwadzieścia cztery obszary współpracy wojskowej, realizowanej w różnych formach. Polsko-ukraińska współpraca wojskowa obejmuje m.in. cyklicznie spotkania szefów obrony i wspólne ćwiczenia (m.in. ćwiczenia dowódczo-sztabowe CPX).
8 lipca 2024 roku podpisane zostało dwustronne porozumienie o współpracy w dziedzinie bezpieczeństwa przewidujące m.in.: współpracę w wyposażaniu i szkoleniu sił bezpieczeństwa i obrony Ukrainy, wsparcia przyszłego rozwoju wojsk ukraińskich i wspieranie procesu integracji Ukrainy ze strukturami euroatlantyckimi.
W czasie inwazji Rosji na Ukrainę Polska stała się jednym z liderów wsparcia militarnego Ukrainy. Po agresji Rosji w 2022 roku Polska przekazała Siłom Zbrojnym Ukrainy m.in. 18 sztuk armatohaubic AHS Krab znajdujących zasobach Wojska Polskiego oraz czołgi T-72. Według danych z maja 2022 Polska była drugim dostarczycielem sprzętu wojskowego dla Ukrainy. Wartość polskich dostaw wyniosła 1,6 mld USD. W sierpniu 2022 roku wartość polskiej pomocy wojskowej przekroczyła 7 mld zł. Według danych Instytutu Gospodarki Światowej do sierpnia 2023 roku Polska zadeklarowała Ukrainie pomoc militarną o wartości ponad 3,3 miliarda dolarów.

## Polityka historyczna

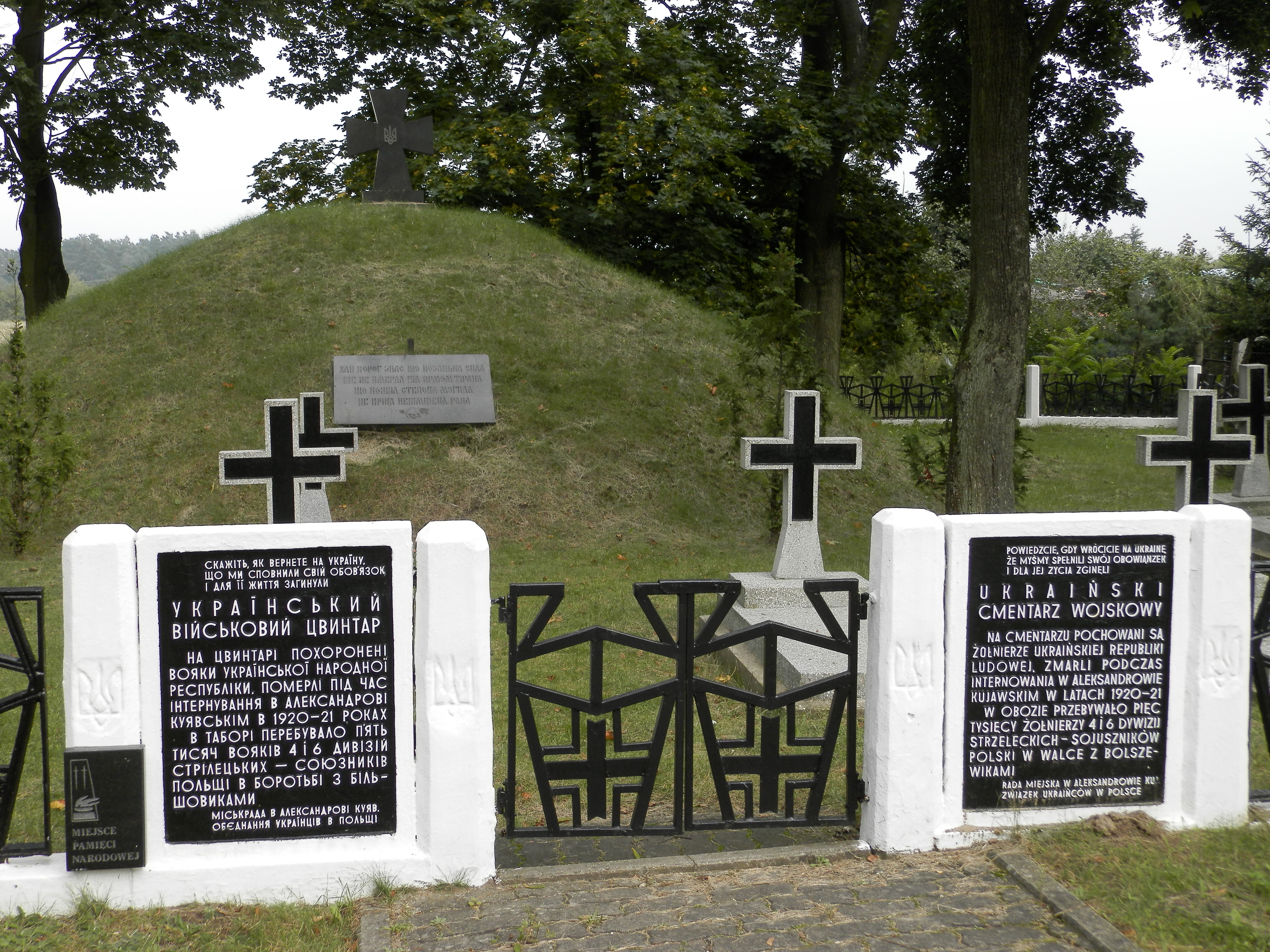
Ukraiński cmentarz wojskowy z 1920 roku, Aleksandrów Kujawski

Jedną ze spornych płaszczyzn w relacjach dwustronnych jest polityka historyczna, w szczególności ocena rzezi wołyńskiej i działalności UPA.
W czerwcu 2005 roku z udziałem prezydentów obu państw roku uroczyście otwarto Cmentarz Orląt Lwowskich, zaś dwa lata później prezydenci we wspólnym oświadczeniu potępili akcję „Wisła”.
Wołodymyr Wjatrowycz był prezesem Ukraińskiego Instytutu Pamięci Narodowej w latach 2014–2019, uznany przez Pera Andersa Rudlinga i Grzegorza Motykę za jednego z czołowych realizatorów ukraińskiej polityki historycznej i apologetę OUN i UPA. Ukraina blokowała poszukiwania polskich ofiar, co miało związek z rozbiórką pomnika UPA w Hruszowicach, gdzie polski IPN nie znalazł ciał. W październiku 2019 Ukraina wydała zezwolenia na ekshumacje.
W lipcu 2016 roku przebywający w Polsce w związku ze szczytem NATO w Warszawie prezydent Ukrainy Petro Poroszenko złożył kwiaty i zapalił znicze przed stołecznym Pomnikiem Rzezi Wołyńskiej, zaś 11 lipca 2022 roku w uroczystościach rocznicowych w tym miejscu brał udział marszałek Rady Najwyższej Ukrainy Rusłan Stefanczuk.

## Kultura, nauka i wymiar międzyludzki

### Współpraca naukowa i kulturalna
Podstawą współpracy dwustronne w sferze nauki i kultury jest umowa między Rządem Rzeczypospolitej Polskiej a Rządem Ukrainy o współpracy w dziedzinie kultury, nauki i oświaty z 1997 roku. Kwestie uznawalności wykształcenia reguluje umowa z 2005 roku. 
Wśród programów stypendialnych dedykowanych naukowcom i studentom z Ukrainy są: Program Stypendialny im. Stefana Banacha, Program Stypendialny Rządu RP dla Młodych Naukowców oraz Program stypendialny im. Lane’a Kirklanda. W roku akademickim 2023/2024 na polskich uczelniach studiowało 46 tys. studentów z Ukrainy (o 10 tysięcy więcej niż 2 lata wcześniej).
W ramach programu polskiego Ministerstwa Kultury i Dziedzictwa Narodowego „Ochrona dziedzictwa kulturowego za granicą” podejmowane są także działania z zakresu ochrony polskich zabytków i dziedzictwa historycznego na terytorium Ukrainy.

### Mniejszości narodowe i migracja ukraińska w Polsce
Według ostatniego przeprowadzonego spisu powszechnego, w 2001 roku na Ukrainie mieszkało 147,9 tysiąca osób deklarujących polską narodowość. Najwięcej ukraińskich Polaków mieszka w obwodzie żytomierskim. Natomiast według polskiego spisu z 2011 roku ukraińska mniejszość narodowa w Polsce liczyła 51 tysięcy osób. Odrębną grupą, od mniejszości narodowej grupą ludności ukraińskiej w Polsce są migranci (według GUS w 2019 roku liczba cudzoziemców z Ukrainy wynosiła 1 351 418) oraz uchodźcy wojenni, którzy przybyli do Polski po inwazji Rosji.

### Sympatia i bliskość kulturowa
Po 1989 roku stosunek Polaków do Ukraińców stopniowo się poprawiał. Po rewolucjach: Pomarańczowej i Godności stosunek Polaków do Ukraińców znacząco się poprawiał, ale po jakimś czasie następował spadek sympatii. Przed 2022 rokiem Ukraińcy plasowali się raczej w dolnej części listy narodów lubianych przez Polaków. Inwazja rosyjska w 2022 r. wywołała masową mobilizację polskiego społeczeństwa na rzecz pomocy ukraińskim uchodźcom, co cieszyło się początkowo olbrzymim poparciem. Agresja rosyjska na pełną skalę doprowadziła do sytuacji, że w badaniach z początku 2023 roku po raz pierwszy nieco ponad połowa Polaków zadeklarowała sympatię wobec Ukraińców.
Stosunek Ukraińców do Polaków był po 1989 roku wyraźnie lepszy niż vice versa. Sympatia wobec Polaków już przed agresją na pełną skalę była wysoka, natomiast w 2022 roku przyjęła charakter totalny. Wiąże się ona także z przekonaniem zdecydowanej większości Ukraińców o szczególnej bliskości kulturowej z Polakami. W przypadku Polaków taka opinia – pomimo wojny – cieszyła się znacznie mniejszym poparciem.

### Pamięć historyczna

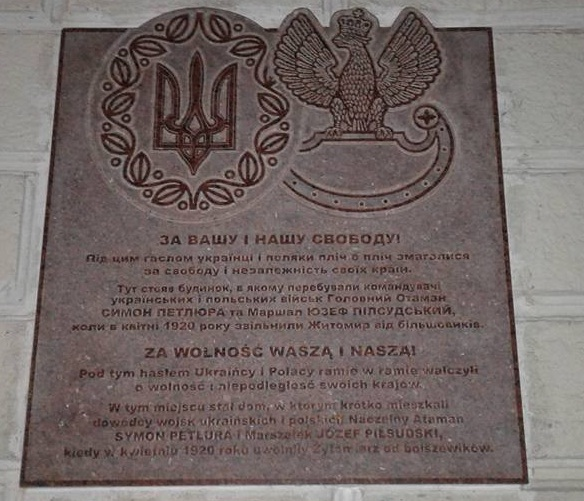
Tablica upamiętniająca zdobycie Żytomierza przez wojska polskie i ukraińskie w trakcie wyprawy kijowskiej w 1920 roku

Historyczne relacje polsko-ukraińskie charakteryzują się szczególną złożonością i sprzecznościami.
Wielowiekowemu dziedzictwu koegzystencji i przenikania się towarzyszą ukraińska pamięć o polskiej dominacji oraz spuścizna konfrontacji (m.in. powstania kozackie i hajdamackie, wojna 1918–1919, II wojna światowa, okres powojenny).
Przeważająca polska narracja historyczna przedstawia dziedzictwo I i II Rzeczypospolitej w sposób wyidealizowany jako okres raczej zgodnej koegzystencji. Jednym z najważniejszych pojęć narracji wobec Ukrainy są „Kresy”, wartościowane pozytywnie jako wyidealizowane wyobrażenie wielokulturowej, a jednocześnie polskiej „przestrzeni kulturowej”.
Pojęcie „Kresy” ma silnie nostalgiczny podtekst i dla wielu Polaków oznacza przekonanie o polskim historycznym charakterze części dzisiejszych ziem ukraińskich. Wiąże się to z dużą popularnością obrazu Kresów Wschodnich jako obszaru, w którym pod rządami polskimi rozkwitała harmonia stosunków międzykulturowych. Fundamentem narracji kresowej jest odrzucenie idei, że polska historyczna obecność na Ukrainie zawierała elementy kolonialne. To odrzucenie opiera się często na relatywizacji lub przemilczaniu faktów niepasujących do pozytywnego autowizerunku (np. powstania kozackie i hajdamackie, dyskryminacja religijna, hierarchia kulturowa, wyzysk ekonomiczny etc.). Kresy są także postrzegane jako arena polskiej martyrologii. W efekcie innym kluczowym motywem polskiej narracji historycznej na temat Ukrainy jest obecnie zbrodnia wołyńska. Polskocentryczna perspektywa sprawia, że w Polsce często jest ona uważana bezpodstawnie za jedyną sporną kwestię historyczną w relacjach polsko-ukraińskich. W publicznej polityce historycznej „przykryła” poważniejsze zbrodnie popełnione na Polakach na Wschodzie (takie jak sowiecka akcja antypolska w latach 1937–1938). Jest też dominującym skojarzeniem Polaków z konfliktami polsko-ukraińskimi. To skupienie się w Polsce na Wołyniu powoduje, że w polskiej przestrzeni publicznej ograniczona jest wiedza o historii, pamięci i polityce historycznej Ukrainy, która często jest zastępowana przez polskie wyobrażenia (np. przekonanie o zdominowaniu przez UPA i Banderę pamięci Ukraińców).
Polsko-ukraiński dialog historyczny jest utrudniony wskutek znacznie głębszego zanurzenia życia publicznego Polski w historii w porównaniu z Ukrainą. W Polsce na znacznie większą skalę niż w Ukrainie – jeśli chodzi o liczbę czytelników i widzów – cenione są popularnonaukowe video-blogi, książki, wywiady oraz artykuły poświęcone tematyce historycznej, które często upowszechniają stereotypy i błędne wyobrażenia historii relacji polsko-ukraińskich.
Ukraińska polityka historyczna opiera się na założeniu, że UPA należy mimo wszystko oceniać pozytywnie jako organizację walczącą o niepodległość. Natomiast w Polsce dominuje przekonanie, że UPA per se była formacją zbrodniczą. Szczególne oburzenie w Polsce wywołuje upamiętnienie na Ukrainie przywódców UPA i OUN jako organizacji walczących o niepodległość, którzy pośrednio lub bezpośrednio byli odpowiedzialni za zbrodnie na Polakach. Jednak skala tego zjawiska jest w Polsce wyolbrzymiana.
Polska historiografia natomiast w bardzo ograniczonym stopniu prowadzi wewnętrzną debatę o zbrodni wołyńskiej. W głównym nurcie wykształcił się w tej kwestii pewnego rodzaju konsensus. Przedmiotem dyskusji wewnętrznej w Polsce w niewystarczającym stopniu są m.in. kwestie:
- zawyżanie ofiar własnych i obniżanie ukraińskich, tłumaczenie polskich zbrodni na Ukraińcach wyłącznie jako odwet czy prewencję, zjawisko relatywizacji, a nawet negowania masakr na ukraińskich cywilach;
- niewystarczające uwzględnianie czynników społeczno-ekonomicznych oraz dziedzictwa wcześniejszych konfliktów polsko-ukraińskich;
- obraz UPA, który w bardzo ograniczonym stopniu uwzględnia jej ewolucję i różnice wewnętrzne;
- ograniczona wiedza na temat walki UPA z Niemcami i Sowietami oraz wielkich strat ludności ukraińskiej poniesionych szczególnie z rąk tych ostatnich, co wiąże się z unikaniem umieszczenia zbrodni wołyńskiej w szerszym kontekście konfrontacji różnych sił na ziemiach południowo-wschodnich II RP w latach 1939–1947;
- bardzo rzadkie badania dotyczące współczesnego znaczenia dziedzictwa UPA dla ukraińskich rewolucji oraz walki z rosyjską agresją.

W historiografii ukraińskiej i polityce pamięci tematyka zbrodni UPA popełnionych na Polakach była po Rewolucji Godności obecna w bardzo ograniczonym zakresie.
Polskie podręczniki szkolne m.in. bezpodstawnie utożsamiają drobną szlachtę na ziemiach ukraińskich jako Polaków. Dyskryminacyjna polityka II RP wobec mniejszości ukraińskiej opisana jest w nich językiem ezopowym. Nie pokazuje się w wystarczającym stopniu skali prześladowań przez cały okres międzywojenny oraz ich intensyfikacji postępującej od 1935 roku ani radykalizacji represji, jakie planowano wprowadzić w 1940 roku.
Związek Harcerstwa Polskiego oraz ukraińska organizacja harcerska Płast zainicjowały akcję Płomień Braterstwa, której celem jest upamiętnienie wspólnej walki Polaków i Ukraińców w wojnie polsko-bolszewickiej.
W 2025 roku naukowcy z Polskiej Akademii Nauk zainicjowali opracowanie wspólnego polsko-ukraińskiego podręcznika historii.

## Placówki dyplomatyczne i konsularne

### Polskie
- Ambasada RP w Kijowie
- Konsulat Generalny Rzeczypospolitej Polskiej w Charkowie
- Konsulat Generalny Rzeczypospolitej Polskiej we Lwowie
- Konsulat Generalny Rzeczypospolitej Polskiej w Łucku
- Konsulat Generalny Rzeczypospolitej Polskiej w Odessie
- Konsulat Generalny Rzeczypospolitej Polskiej w Winnicy

### Ukraińskie
- Ambasada Ukrainy w Polsce
- Konsulat Generalny w Gdańsku
- Konsulat Generalny w Krakowie
- Konsulat Generalny w Lublinie
- Konsulat Generalny we Wrocławiu